# Społeczna Fundacja Pamięci Narodu Polskiego
Społeczna Fundacja Pamięci Narodu Polskiego – organizacja pozarządowa o charakterze historyczno-patriotycznym. Statutowymi celami i zadaniami Fundacji są:
- poszanowanie historii, kultury i tradycji Narodu Polskiego
- upamiętnianie miejsc i wydarzeń historycznych oraz ich bohaterów
- służba czasom współczesnym i przyszłym.

Fundacja została zarejestrowana w Rejonowym Sądzie Rejestrowym Warszawy 14 kwietnia 1991 r. pod nr. 1362, uzyskując osobowość prawną. Pomysłodawcą i inicjatorem był Jerzy Myrcha (dyrektor generalny Fundacji do śmierci w listopadzie 2003 r.). Do grudnia 2015 prezesem Fundacji był Jan Niewiński. Obecnie  prezesem fundacji jest Wanda Tymińska - Buczek. Członkami Rady Fundacji są: Włodzimierz Bojarski, Marek Borkowski, Dariusz Grabowski, Marek Lubiński, Ryszard Parulski, Ryszard Ślązak i Henryk Talarek.

## Działalność
- Od 1995 roku akcja honorowania odznaczeniem prywatnym pod nazwą Polonia Mater Nostra Est za szczególne zasługi dla Narodu i Państwa Polskiego
- akcja obrony praw obywatelskich i honorowych oraz odszkodowań ze strony Niemiec hitlerowskich i Rosji bolszewickiej za skutki II wojny światowej
- uczestnictwo w obchodach rocznic narodowych
- opieka nad cmentarzami i mogiłami
- zainicjowanie budowy pomnika pamięci narodowej
- opracowanie i druk książek i biuletynów informacyjnych
- wysyłka książek i podręczników dla Polaków na Kresach Wschodnich
- prowadzenie zespołu artystycznego „Polonia”
- organizowanie wystaw

## Źródła, linki
- strona fundacji